# The Notorious Byrd Brothers
Albums de The Byrds
The Byrds' Greatest Hits
(1967) Sweetheart of the Rodeo
(1968)
Singles
1. Goin' Back
Sortie : 20 octobre 1967

The Notorious Byrd Brothers est le cinquième album studio du groupe américain de rock The Byrds. Il est sorti en 1968 sur le label Columbia Records.
Ce disque se compose de chansons mélodieuses et expérimentales dans lesquelles les musiciens s'essaient à de nombreux genres, du folk rock à la musique électronique en passant par le jazz, la musique country ou le rock psychédélique. Avec l'aide du producteur Gary Usher, ils ont recours à de nombreuses techniques de studio et deviennent l'un des premiers groupes de rock à avoir recours au synthétiseur Moog.
Enregistré pendant la deuxième moitié de l'année 1967, cet album est conçu dans un contexte de fortes tensions entre les membres du groupe. Le batteur Michael Clarke quitte le groupe, tandis que le guitariste rythmique David Crosby est renvoyé, ce qui oblige les deux derniers Byrds, le guitariste Roger McGuinn et le bassiste Chris Hillman, à faire appel à de nombreux musiciens de studio.
À sa sortie, The Notorious Byrd Brothers reçoit d'excellentes critiques, mais son succès commercial reste modéré. Avec le recul, il est considéré comme l'un des meilleurs albums des Byrds.

## Histoire

### Enregistrement

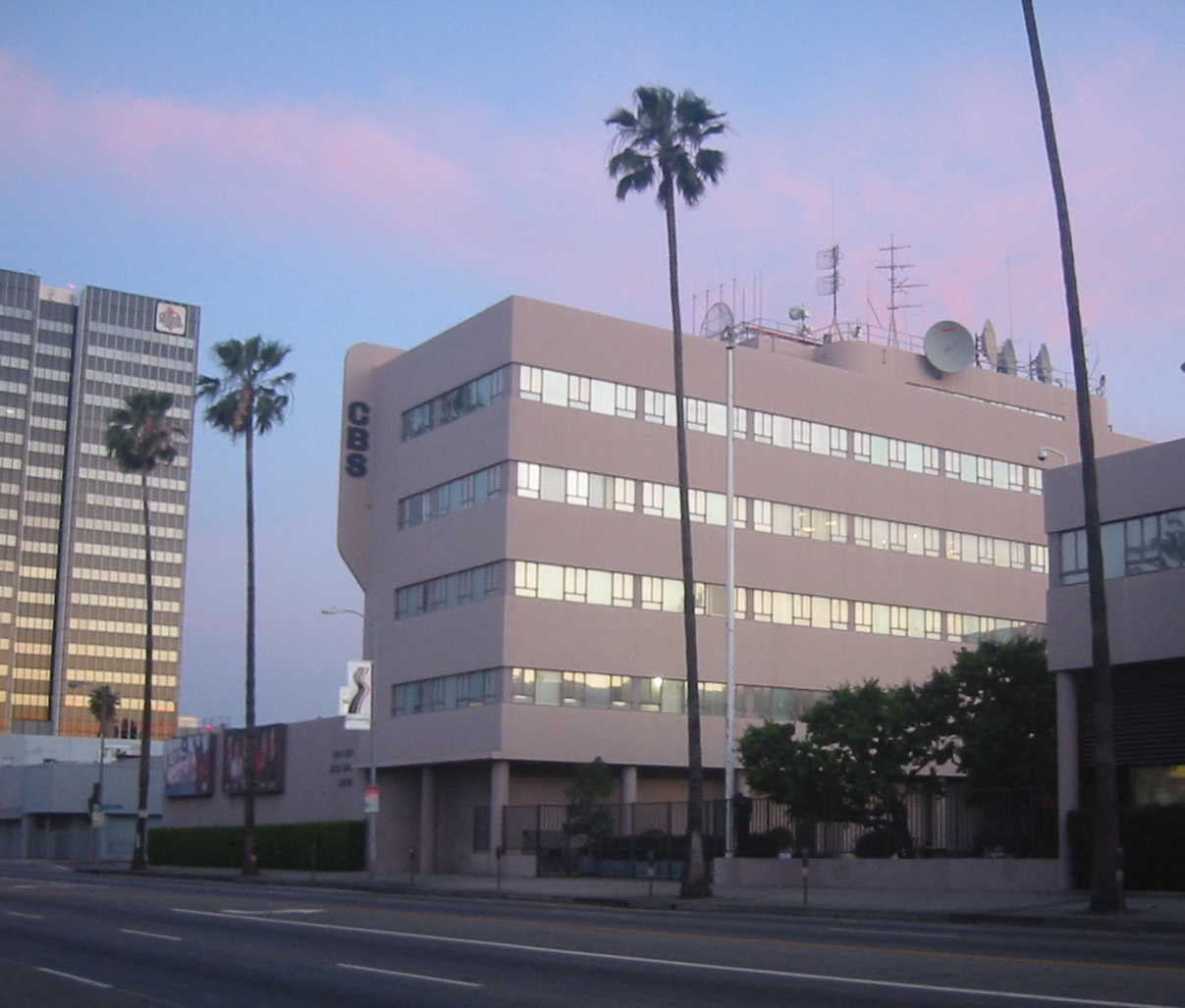
The Notorious Byrd Brothers est enregistré aux studios Columbia de Hollywood, en Californie.

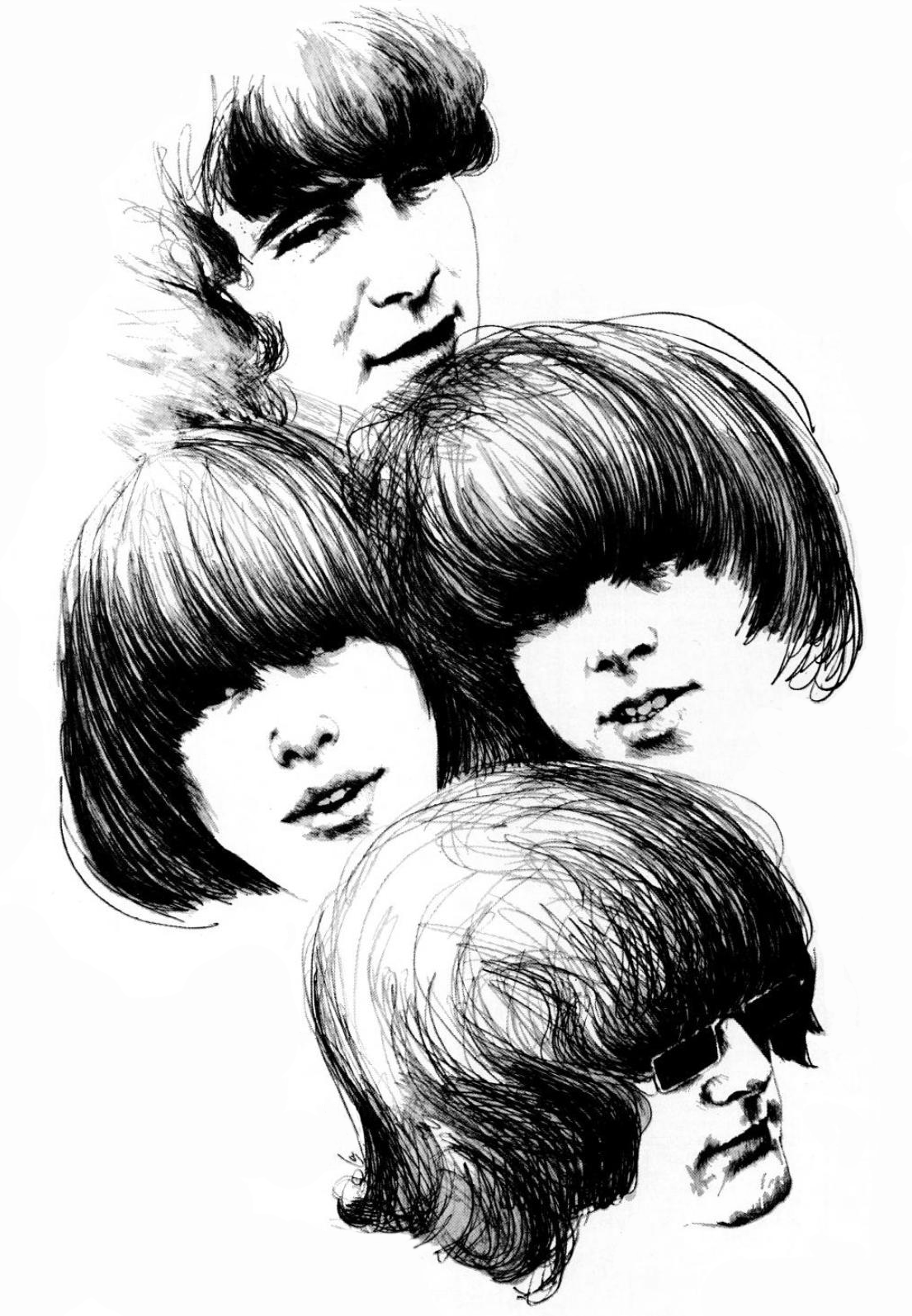
Les Byrds en 1967.

Les Byrds commencent à enregistrer leur cinquième album au mois de juin 1967. Le groupe se compose alors de quatre membres : Roger McGuinn (guitare solo et chant), David Crosby (guitare rythmique et chant), Chris Hillman (basse, mandoline et chant) et Michael Clarke (batterie). Les relations entre les musiciens sont tendues et les séances sont ponctuées de disputes si violentes qu'à la fin de l'année, le groupe est réduit au duo de McGuinn et Hillman. Clarke est le premier à quitter les Byrds au mois d'août, à la suite de disputes avec Crosby (l'une d'elles est incluse en piste cachée à la fin de la réédition CD de l'album). Par ailleurs, il n'apprécie pas les chansons écrites par les autres membres du groupe. Son départ oblige les Byrds à faire appel à des musiciens de studio en la personne des batteurs Jim Gordon et Hal Blaine. Clarke les rejoint brièvement à la toute fin de l'année, mais Hillman et McGuinn le congédient une fois l'enregistrement de l'album terminé.
Plusieurs facteurs contribuent à envenimer les relations entre David Crosby et les autres membres du groupe. Lors du passage des Byrds au festival international de musique pop de Monterey, ses longues diatribes politiques entre les chansons les ont agacés, et ils n'ont pas apprécié non plus de le voir jouer avec un groupe rival, Buffalo Springfield. De son côté, il est mécontent que les autres veuillent enregistrer une chanson de Carole King et Gerry Goffin, Goin' Back : à ses yeux, les Byrds n'ont pas besoin d'avoir recours à d'autres auteurs-compositeurs. L'une des chansons qu'il propose pour l'album, Triad (en), est rejetée par Hillman et McGuinn qui trouvent son sujet (un ménage à trois) trop osé – il finit par l'offrir à Jefferson Airplane. L'échec commercial de sa composition Lady Friend, éditée en single au mois de juillet, fragilise aussi sa position au sein du groupe. En fin de compte, Crosby est renvoyé en octobre 1967, ses camarades étant excédés par ses absences répétées en studio. Il n'apparaît que sur la moitié des chansons de l'album final : les trois chansons dont il est l'auteur, plus Change Is Now et Old John Robertson. L'une de ses compositions, Draft Morning, est abondamment retravaillée par Hillman et McGuinn sans qu'il puisse s'y opposer.
Gene Clark, qui a quitté les Byrds au début de l'année 1966, est invité à rejoindre le groupe à la suite du départ de Crosby. Son retour ne dure que trois semaines, le temps de donner quelques concerts dans le Midwest et d'apparaître en playback dans l'émission de télévision des Smothers Brothers. En fin de compte, son aviophobie, cause de son départ en 1966, l'amène à quitter de nouveau les Byrds. L'étendue exacte de son rôle dans l'enregistrement de The Notorious Byrd Brothers reste incertaine. Il semble avoir participé aux chœurs sur les chansons Goin' Back et Space Odyssey et pourrait avoir coécrit avec McGuinn la chanson Get to You, bien que cette dernière soit créditée à Hillman et McGuinn sur la pochette.

### Parution et accueil
The Notorious Byrd Brothers sort en janvier 1968 aux États-Unis. Il passe dix-neuf semaines dans le classement Billboard 200, avec une pointe à la 47e place. Au Royaume-Uni, où il sort au mois d'avril, l'album réalise une meilleure performance en se classant no 12 des ventes. L'unique single qui en est tiré, Goin' Back, est sorti quelques mois auparavant, en octobre 1967, sans dépasser la 89e place du Billboard Hot 100.
La critique réserve un excellent accueil à The Notorious Byrd Brothers. Dans Rolling Stone, Jon Landau applaudit l'éclectisme du groupe, tandis que Sandy Pearlman décrit le disque comme « d'une beauté enchanteresse » dans Crawdaddy! (en). Pour Robert Christgau dans Esquire, il s'agit « tout simplement du meilleur album jamais enregistré par les Byrds ». La presse musicale britannique se montre tout aussi élogieuse.

## Caractéristiques artistiques

### Paroles et musique
The Notorious Byrd Brothers est à la fois un album très mélodieux et très expérimental. Ses paroles abordent des thèmes à la mode : la paix, l'écologie, la liberté, la drogue, l'aliénation et la place de l'humanité dans l'univers. Il mêle folk rock, musique country, psychédélisme et jazz, parfois au sein d'une seule chanson. Le producteur Gary Usher a recours à des méthodes de studio novatrices telles que le phasing, le flanging, la spatalisation et l'amplification par rotation.
The Notorious Byrd Brothers est l'un des premiers albums de rock à utiliser le Moog. Féru de technologie, McGuinn découvre ce synthétiseur modulaire au festival de Monterey, où Robert Moog tenait un stand pour présenter aux artistes cet instrument de sa création. McGuinn et Usher jouent eux-mêmes du Moog sur Space Odyssey, mais ils laissent le musicien de studio Paul Beaver (en), pionnier de la musique électronique, en jouer sur les autres chansons,.

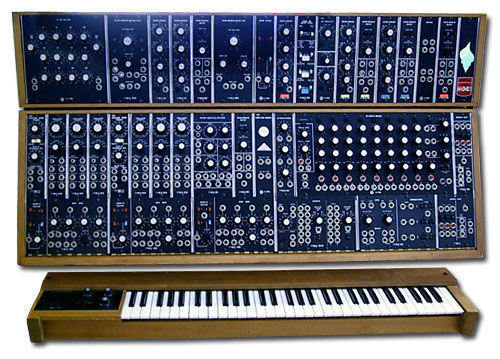
Un synthétiseur Moog est utilisé sur plusieurs chansons de l'album.

Un autre instrument apparaît pour la première fois sur un album des Byrds : c'est la guitare pedal steel de Red Rhodes (en). Avec le son de guitare de Clarence White, sa présence annonce le virage country rock que prend le groupe sur son album suivant, Sweetheart of the Rodeo.

### Pochette et photographie
La pochette de The Notorious Byrd Brothers est une photographie de Guy Webster (en), qui a déjà travaillé avec les Byrds pour leur deuxième disque, Turn! Turn! Turn!, en 1965. Elle montre Chris Hillman, Roger McGuinn et Michael Clarke aux fenêtres d'une maison en pierre. Un cheval noir apparaît à droite, dans une quatrième fenêtre. Bien que la présence de ce cheval ait souvent été interprétée comme une pique adressée à Crosby (y compris par l'intéressé), le photographe se défend d'avoir eu cette intention. McGuinn remarque ironiquement : « si nous avions vraiment voulu faire ça, le cheval aurait été tourné dans l'autre sens ».

## Fiche technique

### Titres
| 1. | Artificial Energy          | Roger McGuinn, Chris Hillman, Michael Clarke | 2:18 |
| 2. | Goin' Back                 | Carole King, Gerry Goffin                    | 3:26 |
| 3. | Natural Harmony            | Chris Hillman                                | 2:11 |
| 4. | Draft Morning              | David Crosby, Chris Hillman, Roger McGuinn   | 2:42 |
| 5. | Wasn't Born to Follow (en) | Carole King, Gerry Goffin                    | 2:04 |
| 6. | Get to You                 | Roger McGuinn, Chris Hillman                 | 2:39 |

| 7.  | Change Is Now           | Chris Hillman, Roger McGuinn               | 3:21 |
| 8.  | Old John Robertson (en) | Chris Hillman, Roger McGuinn               | 1:49 |
| 9.  | Tribal Gathering        | David Crosby, Chris Hillman                | 2:03 |
| 10. | Dolphin's Smile         | David Crosby, Chris Hillman, Roger McGuinn | 2:00 |
| 11. | Space Odyssey           | Roger McGuinn, Robert J. Hippard           | 3:52 |

La réédition CD de 1997 inclut six titres supplémentaires :
| 12. | Moog Raga (instrumental) | Roger McGuinn                              | 3:24  |
| 13. | Bound to Fall (instrumental) | Mike Brewer, Tom Mastin                    | 2:08  |
| 14. | Triad (en) | David Crosby                               | 3:29  |
| 15. | Goin' Back (version alternative) | Carole King, Gerry Goffin                  | 3:55  |
| 16. | Draft Morning (fin alternative) | David Crosby, Chris Hillman, Roger McGuinn | 2:55  |
| 17. | Universal Mind Decoder (instrumental, inclut en morceau caché une publicité radio pour l'album et une dispute entre Michael Clarke et David Crosby pendant l'enregistrement de Dolphin's Smile) | Roger McGuinn                              | 13:45 |

### Musiciens

#### The Byrds
- Roger McGuinn : chant, guitare solo, Moog sur Space Odyssey
- David Crosby : chant et guitare rythmique sur Change is Now, Tribal Gathering, Dolphin's Smile, Triad et la version alternative de Goin' Back ; guitare rythmique sur Draft Morning, Bound to Fall et Universal Mind Decoder ; chant et basse sur Old John Robertson
- Chris Hillman : chant, basse, guitare sur Old John Robertson, mandoline sur Draft Morning
- Michael Clarke : batterie sur Artificial Energy, Draft Morning, Old John Robertson, Tribal Gathering, Dolphin's Smile et Universal Mind Decoder
- Gene Clark : chœurs sur Goin' Back (sur le master tape) et Space Odyssey

#### Musiciens supplémentaires
- James Burton, Clarence White : guitares
- Red Rhodes (en) : guitare pedal steel
- Paul Beaver (en) : piano, synthétiseur Moog
- Terry Trotter : piano
- Gary Usher : Moog sur Space Odyssey, percussions, chœurs
- Barry Goldberg : orgue
- Dennis McCarthy : célesta
- Jim Gordon : batterie sur Goin' Back, Natural Harmony, Wasn't Born to Follow, Bound to Fall et Triad
- Hal Blaine : batterie sur Get to You et Change Is Now
- Curt Boettcher (en) : chœurs
- William Armstrong, Victor Sazer, Carl West : violons
- Paul Bergstrom, Lester Harris, Raymond Kelley (en), Jacqueline Lustgarten : violoncelles
- Alfred McKibbon : contrebasse
- Ann Stockton : harpe
- Richard Hyde (en) : trombone
- Roy Caton (en), Virgil Fums, Gary Weber : cuivres
- Jay Migliori (en) : saxophone
- Dennis Faust : percussions
- The Firesign Theatre : effets sonores sur Draft Morning
- musiciens inconnus : trompette sur Draft Morning, quatuor à cordes sur Old John Robertson

### Équipe de production
- Gary Usher : production
- Tom May, Don Thompson : ingénieurs du son
- Guy Webster (en) : photographie

### Classements et certifications
| Classement                    | Meilleure position |
| ----------------------------- | ------------------ |
| États-Unis (Billboard 200)    | 47                 |
| Royaume-Uni (UK Albums Chart) | 12                 |